# 아비도스

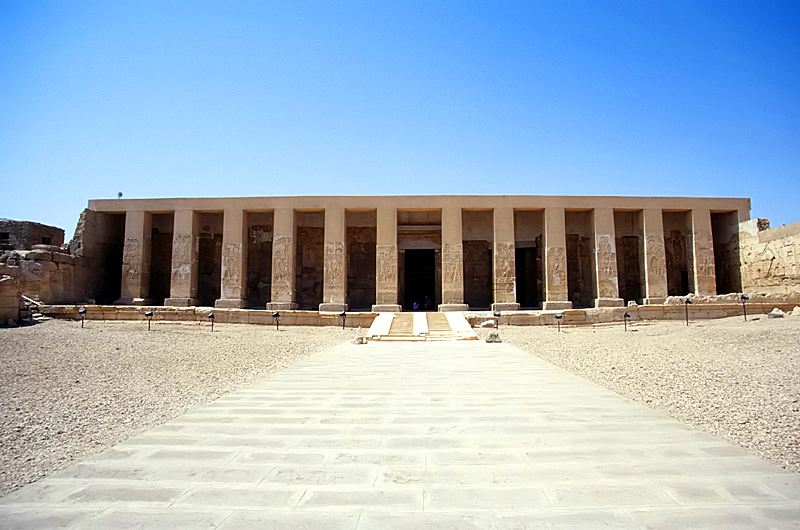

아비도스 (Abydos)는 이집트 룩소르에서 160킬로미터 떨어져 있는 곳에 위치한 유적지로, 제1왕조 때 파라오들의 무덤이 세워지기도 하였다.

## 유적
- 람세스 2세의 신전
- 세티 1세의 장제전
- 오시리온